# 海斯特岛
海斯特岛（直译：马），是法罗群岛中部的一个岛屿，位于斯特勒姆岛西南方，科尔特岛的东南方。该岛总面积6.1平方公里，居法罗群岛第15位。总人口19（2021年1月），居法罗群岛第13位。人口密度3.1人/km²。该岛上仅有一个村庄。当地邮政编码为FO 280。该岛有4座山峰。

## 历史
维京时期就有人在海斯特岛上居住，最早的定居点在岛的南端。由于这是岛屿南部朝阳地区，谷物比岛屿其他地区更丰收。但由于在此停靠船只，最终这个定居点被放弃，并建立了现今的定居点。
1919年在一场捕鱼事故中岛上三分之一的男人遇难。为了进一步防止人口流失，1974年在岛上建立了一个游泳馆。在岛的南部湖边有一个露营地。自2005年1月起，海斯特岛成为托尔斯港市镇的一部分。

## 重点鸟区
海斯特岛的海岸线被國際鳥盟列为重点鸟区。海岸线为很多海鸟的繁殖地方，特别是北极海鹦（25,000对）、European storm petrel（5,000对）及Black guillemot（50对）。

## 图集

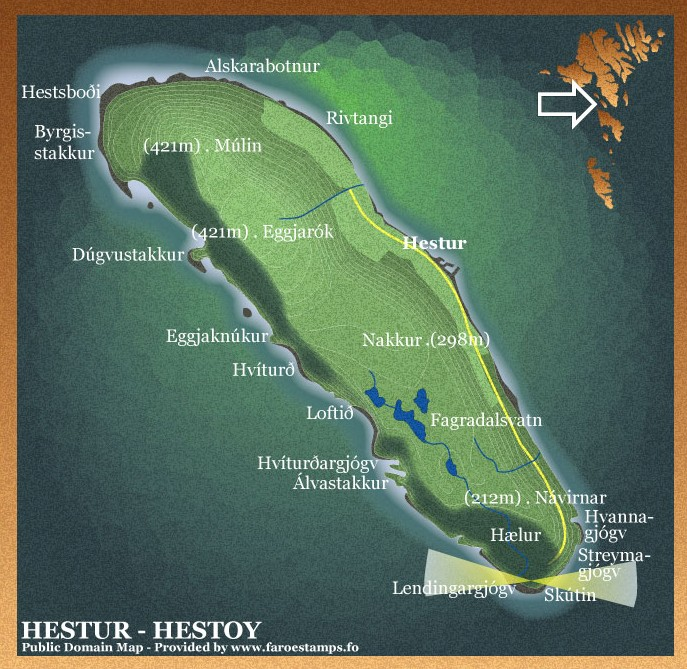
海斯特岛地图
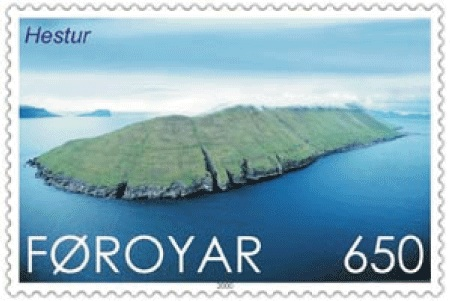
邮票上的海斯特岛
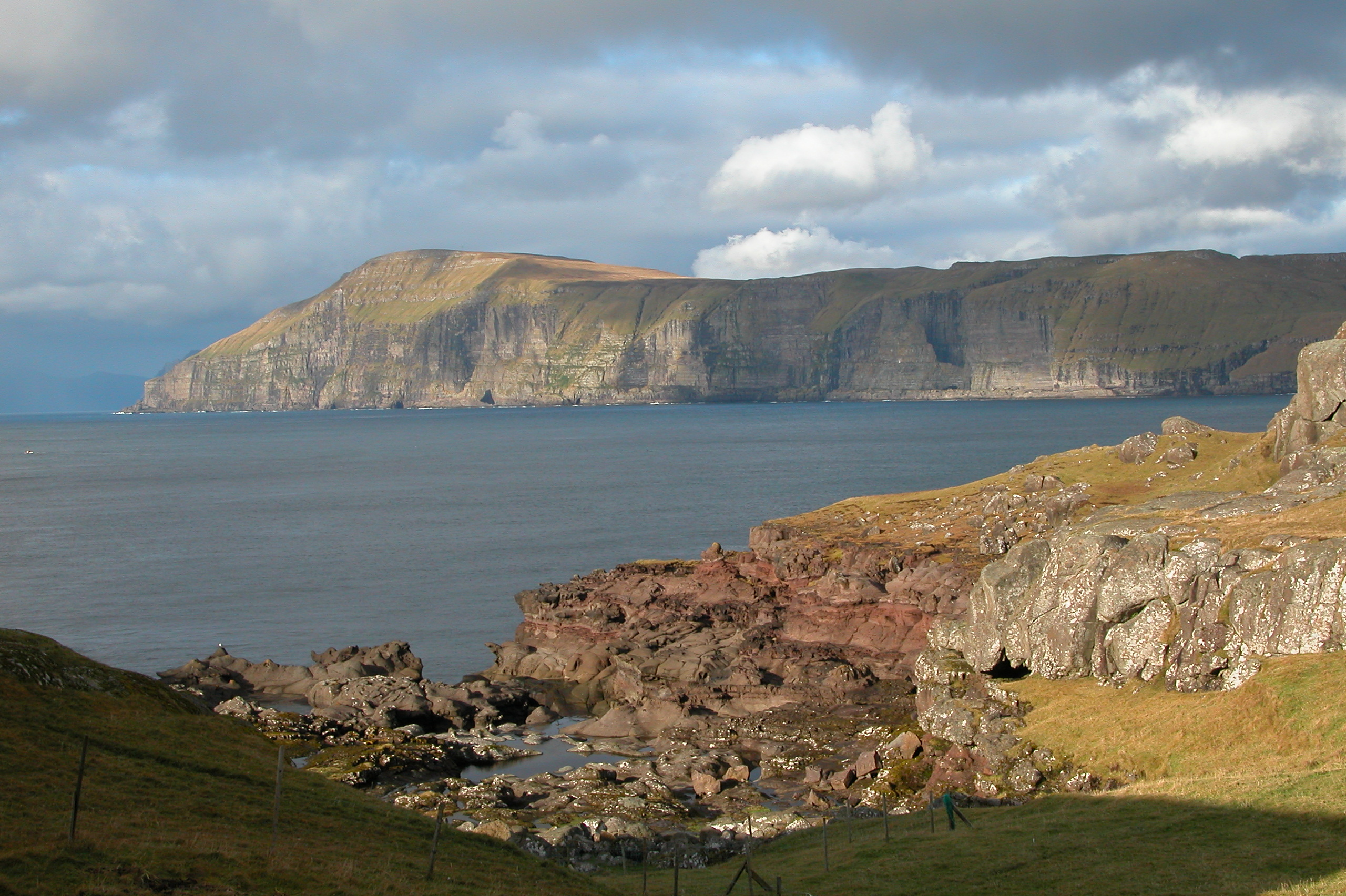
从桑岛眺望海斯特岛
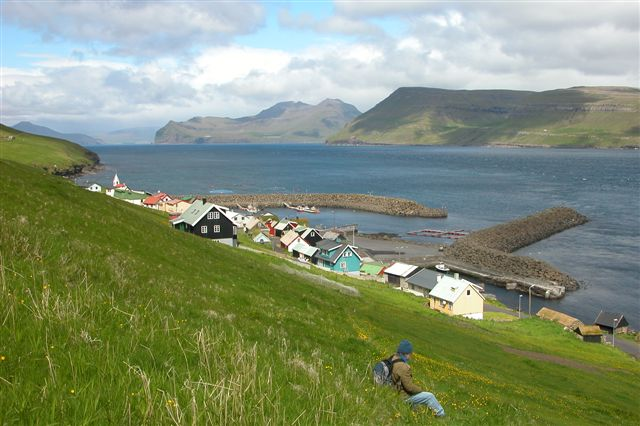
海斯特岛上的村庄